# Эдам (сыр)

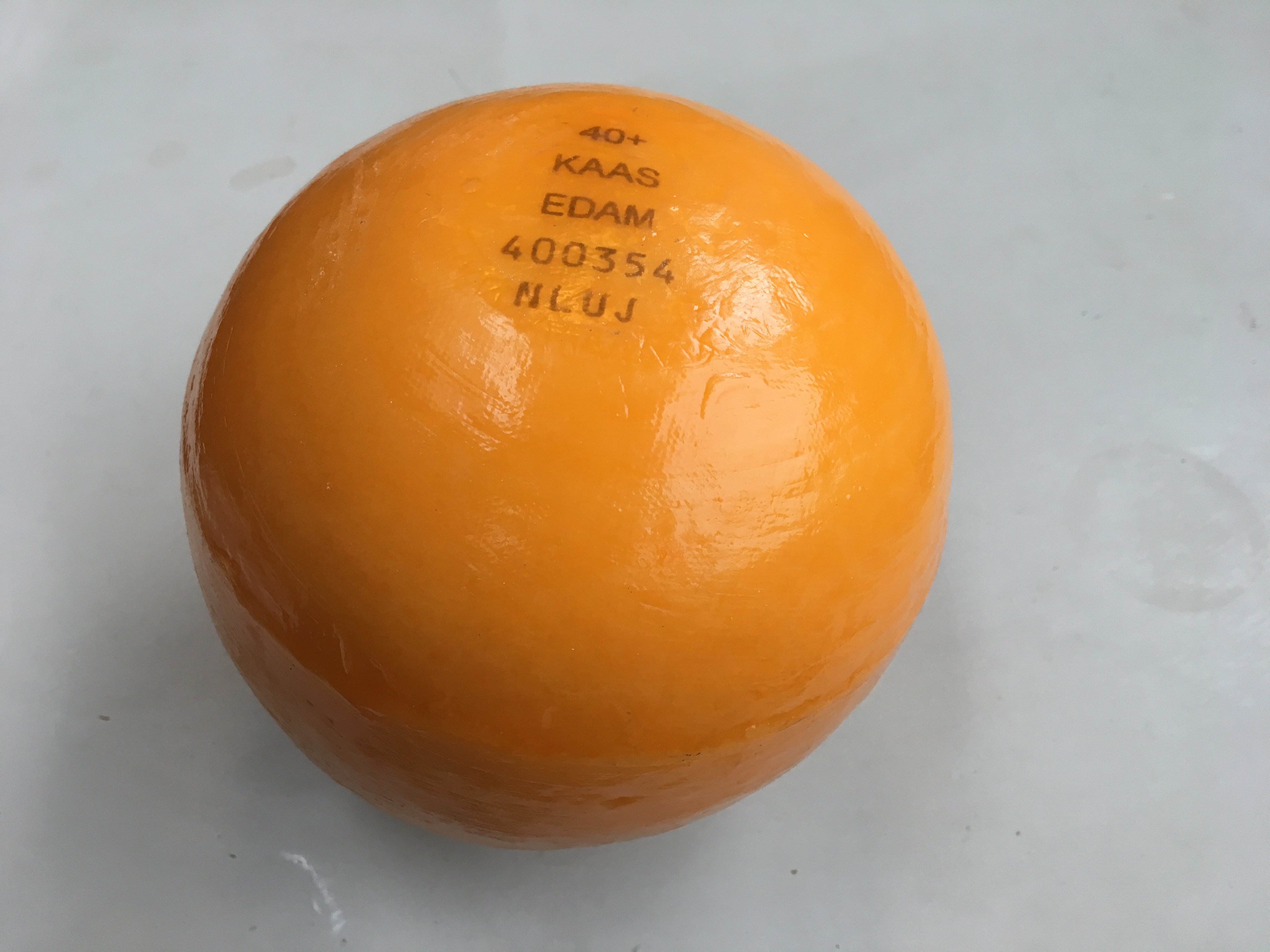
Головка нидерландского эдаммера

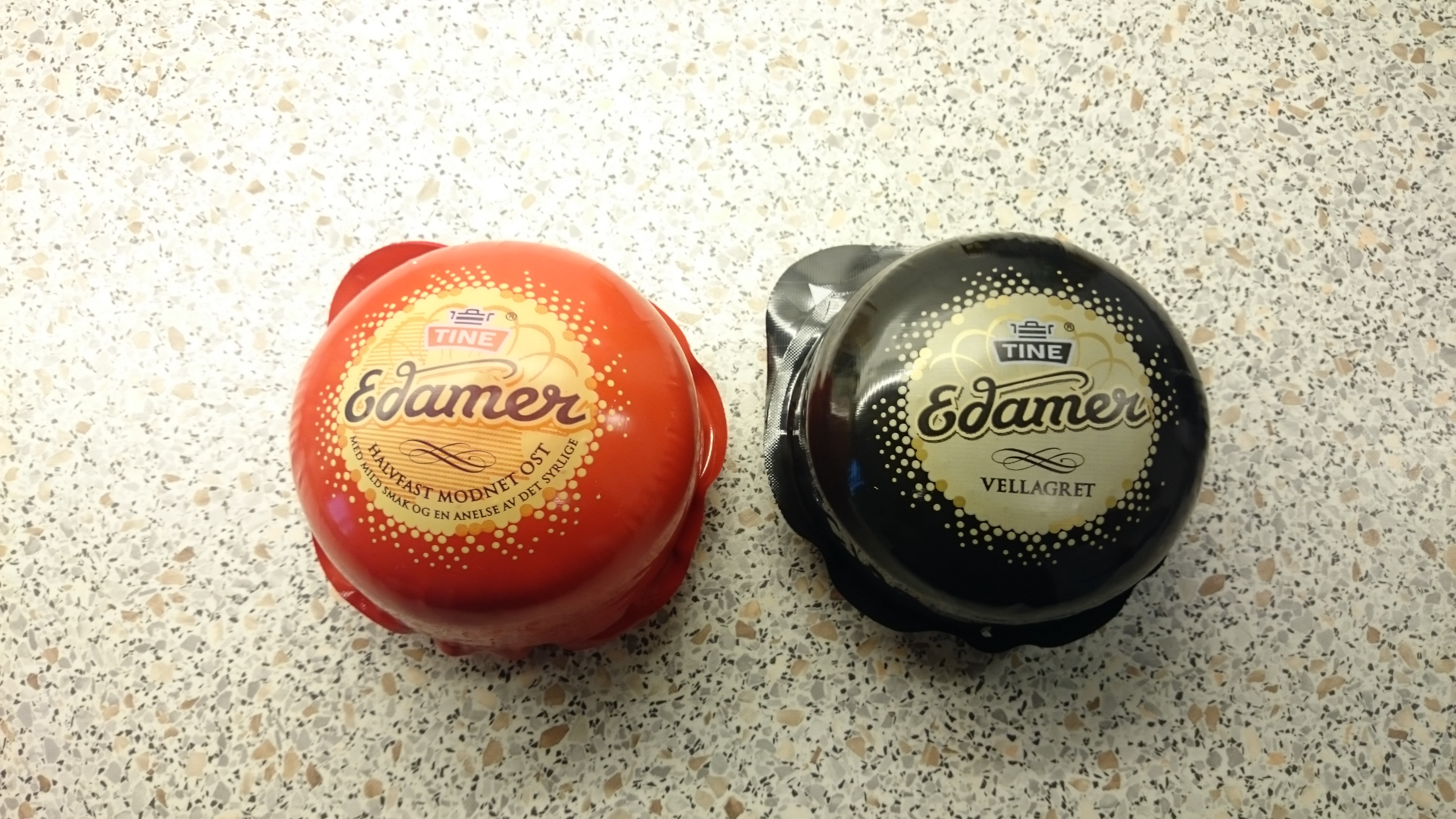
Эдамер норвежского производства: обычный (красная упаковка) и выдержанный (чёрная упаковка)

Эдам, также Эдамер, Эдаммер (в переводе с нидерл. — «Edammer», «Эдамский») — традиционный голландский полутвёрдый сыр. Назван по городу Эдам в провинции Северная Голландия, в окрестностях которого он традиционно производился.

## Описание
Эдам — зрелый полутвердый сыр. Традиционная форма головки шарообразная, но также и в виде прямоугольного бруска и низкого цилиндра с выпуклыми
боковыми поверхностями и округленными гранями, может иметь защитное покрытие. Сырное тесто плотной консистенции с глазками в основном до 10 мм в диаметре. Цвет — от почти чисто белого или слоновой кости до светло-желтого или жёлтого. Производится из цельного или частично снятого коровьего или буйволиного молока (жирность в сухом веществе: 40—50 %). Содержание жира в сухом веществе сыра «Эдам» 30—50 %. Энергетическая ценность на 100 г — 351—362 ккал. Обычно созревание сыра происходит в течение 45-60 суток, минимум 21 сутки.
Вкус сыра слегка ореховый, а аромат усиливается по мере созревания. Молодой Эдам — неострый, слегка сладковатый, с пикантным вкусом. Выдержанный Эдам — более сухой и солёный, по мере созревания его вкус усиливается.
В настоящее время сыр «Эдам» производится не только в Нидерландах. При этом с 2010 года, согласно решению Еврокомисии, наименование Edam Holland является защищённым (PGI). Такой сыр производится только в Нидерландах, только из молока местного происхождения.

## История
Сыр из Эдама известен ещё со Средних веков. Вероятно, уже в VIII веке экспортировался в Англию. Первые письменные упоминания об этом сыре относятся к 1250 году. Сыр экспортировался из Нидерландов по Рейну и из морских портов. В то время он мало отличался от других голландских сыров, таких как Гауда и Фрисландских сыров.
Позднее этот сыр приобретает характерную форму, текстуру, цвет. Шаровидная форма сыра была известна на рынке Алкмара уже в XVI веке. По всей видимости, благодаря богатым пастбищам в окрестностях города Эдам, при створаживании молока получался более плотный сычужный сгусток, который можно было сформировать в шаровидную форму. Позднее для придания большего отличия от других сыров корку Эдама стали подкрашивать киноварью. В XIX веке изменяется и количество жира в сырном тесте, так как его начали производить из частично снятого молока.
Сыр легко переносил транспортировку и время, мало подвержен порче, единственное изменение — сыр становится твёрже. Это сделало его самым популярным сыром в Европе XVI—XVIII веков и её колониях.

## Потомки сыра Эдам
В XVII веке во Франции по указу Людовика XIV, который воевал с Нидерландами, был создан сыр Мимолет, который должен был заменить сыр Эдам, импортируемый в то время из Голландии. Одно из главных отличий от Эдама — сырное тесто оранжевого цвета, окрашенное красителем аннато.
В Нидерландах, в свою очередь, производится Commissiekaas известный также как Голландский мимолет (англ. Dutch Mimolet), который также может продаваться под названием Мимолет. Сырное тесто оранжевого цвета — практически его единственное отличие от сыра Эдам.
В конце XIX века в Бразилии на основе Эдама, импортируемого в то время из Португалии, был создан так называемый Королевский сыр (Queijo do reino). Он также был окрашен в оранжевый цвет красителем аннато.